# Карл Полани
Карл Полани (на унгарски: Polányi Károly; на английски: Karl Polanyi) е унгарско-американски философ и икономист от еврейски произход.

## Биография
Роден е на 25 октомври 1886 г. във Виена. През 1908 година завършва философия, а през 1912 г. и право в Будапещенския университет. През 1919 година емигрира в Австрия, през 1933 г. – в Англия, от 1940 година живее в Съединените щати, а от 1953 година – в Канада. През 1944 г. издава книгата „Великата трансформация“, с която поставя началото на субстантивизма – подход към икономиката, акцентиращ върху нейните връзки с обществото и културата, който, макар и отхвърлящ основните принципи на икономическата теория, придобива популярност в антропологията, стопанската история, икономическата социология и политологията.
Карл Полани умира на 23 април 1964 година в Пикъринг, близо до Торонто.